# Pravo glasa žena u Ujedinjenom Kraljevstvu
Na prostoru Ujedinjenog Kraljevstva ženama pravo glasa nije bilo formalno ograničeno, odnosno bilo je ograničeno isto kao i u muškarcima sve do prve važnije britanske izborne reforme koja je provedena godine 1832. kroz Reformski zakon i Zakon o općinskim korporacijama iz 1835. godine. Njime je pravo glasa prošireno na određene kategorije muškaraca, ali je zato izričito zabranjeno ženama.
Od tog vremena potječe pokret koji je nastojao ženama, potpuno ili djelomično, vratiti pravo glasa, odnosno ih izjednačiti s muškarcima. On se obično vezivao uz čartistički pokret, a prva takva organizacija bila je Šefildska ženska politička organizacija koja je 1851. poslala Parlamentu peticiju sa zahtjevom za žensko pravo glasa.
Pokret za prava žena je značajnu podršku dobio od strane uglednog liberalnog ideologa Johna Stuarta Milla, koji je izabran u Parlament 1869. godine. Međutim, otpori davanju glasa ženama su bili još uvijek snažni. S druge strane, lokalne, javne i paradržavne zajednice su prema takvim idejama bile susretljivije od nacionalne vlade, pa je Londonski školski odbor 1870. godine dozvolio ženama da biraju njegove članove, kao i da same budu članovi.
Godine 1872. je formirano Nacionalno udruženje za žensko pravo glasa kao prvi nacionalni pokret. On se nešto kasnije rascijepio, ali su se zavađene frakcije 1897. ponovno ujedinile u mnogo uspješniju i utjecajniju Nacionalnu uniju za žensko pravo glasa. Ta je organizacija pod vodstvom Millicent Fawcett nastala rasti, čak i nakon što se 1903. od nje odcijepila radikalna frakcija okupljena oko Ženske socijalne i političke unije, koja je, nastojeći skrenuti pažnju javnosti, koristila metode direktne akcije i čije su članice bile poznate kao sufražetkinje. 
Ostvarenje ciljeva pokreta je, pak, najviše potpomoglo izbijanje prvog svjetskog rata. Nagli nestanak muške radne snage - mobilizirane na front - je natjerao poslodavce da koriste žene na poslovima dotada rezerviranim za muškarce. To je sa sobom dovelo nestanak mnogih seksističkih predrasuda te javnosti olakšao prihvaćanje uvođenja prava glasa za žene.
To se godine 1918. odrazilo kroz novi izborni zakon koji je uveo ograničeno pravo glasa za žene. Žene su mogle glasati ako su bile starije od 30 godina, odnosno prelazile imovinski cenzus ili imale diplomu univerziteta. Deset godina kasnije, novi izborni zakon je žene potpuno izjednačio s muškarcima.